# Dannstadt-Schauernheim
Dannstadt-Schauernheim är en kommun i Rhein-Pfalz-Kreis i förbundslandet Rheinland-Pfalz i Tyskland. Kommunen bildades 7 juni 1969 genom en sammanslagning av kommunerna Dannstadt och Schauernheim.
Kommunen ingår i kommunalförbundet Verbandsgemeinde Dannstadt-Schauernheim tillsammans med ytterligare två kommuner.